# Gennadi Sosonko
Gennadi Borisovitch Sosonko (russe : Геннадий Борисович Сосонко, né le 18 mai 1943 à Troïtsk en Russie) est un grand maître néerlandais du jeu d'échecs.

## Biographie et carrière
Au début de sa carrière, en 1958, il remporte le tournoi junior de Leningrad.
Sosonko émigre d'URSS aux Pays-Bas via Israël en 1972.
Il remporte le championnat des Pays-Bas en 1973 et 1978 (ex æquo).
Son palmarès inclut une première place à Wijk aan Zee en 1977 et 1981. Il finit premier à Nimègue en 1978, troisième à Amsterdam (tournoi d'échecs IBM) en 1980, 3e au tournoi d'échecs de Tilburg en 1982 et 4e à Haninge en 1988. Il fit match nul contre Jan Timman (+1 -1) en 1984. En 1993, il remporta le mémorial Rubinstein à Polanica-Zdroj.
Sosonko a défendu les couleurs des Pays-Bas aux Olympiades d'échecs à onze reprises entre 1974 et 1984 et entre 1988 et 1996. Il y remporte deux médailles individuelles : l'or à Haïfa en 1976 et le bronze à Nice en 1974, ainsi que deux médailles par équipe : l'argent à Haïfa et le bronze à Thessalonique en 1988.
La Fédération internationale des échecs lui confère le titre de maître international en 1974, celui de grand maître international en 1976 et celui d'entraîneur senior en 2004,.

## Publications
Sosonko est l'auteur de trois ouvrages biographiques et historiques au sujet de personnalités soviétiques des échecs :
- Gennadi Sosonko, Russian Silhouettes, New in Chess, 2001 (ISBN 90-5691-078-7)
- Gennadi Sosonko, The Reliable Past, New in Chess, 2003, 205 p. (ISBN 90-5691-114-7)
- Gennadi Sosonko, Smart Chip from St. Petersburg : And Other Tales of a Bygone Chess Era, New in Chess, 2006, 197 p. (ISBN 90-5691-169-4)